# Parque (Santurce)
|                                                  |                                                         |
| Coordenadas                                      | 18°27′12″N 66°3′34″O / 18.45333, -66.05944              |
| Entidad • País • Territorio • Municipio • Barrio | Sub-barrio Estados Unidos Puerto Rico San Juan Santurce |
| Superficie                                       | 0,30 km² (0,12 mi²)                                     |
| Población • Densidad poblacional                 | 3.251 (2000) 10.843,8 km² (28.085,2 mi²)                |

Parque es uno de los cuarenta “sub-barrios” del barrio Santurce en el municipio de San Juan, Puerto Rico. De acuerdo al censo del año 2000, este sector contaba con 3.251 habitantes y una superficie de 0,30 km².